# Olga Bancic
Olga Bancic, właśc. Golda Bancic, ps. Pierrette (ur. 27 kwietnia?/10 maja 1912 w Kiszyniowie, zm. 10 maja 1944 w Stuttgarcie) – komunistka rumuńska pochodzenia żydowskiego, uczestniczka francuskiego ruchu oporu, członkini tzw. grupy Manukiana. 

## Młodość
Urodziła się w rodzinie żydowskiej w Besarabii. Od wczesnego dzieciństwa, ze względu na fatalną sytuację materialną rodziny, pracowała w fabryce materacy, gdzie w 1924 r. wzięła udział w strajku. Mimo młodego wieku została zatrzymana razem z innymi robotnikami, aresztowana i pobita. W latach 1933–1938 była aktywistką lokalnego związku zawodowego. 
W 1938 r. udało jej się wyjechać do Francji, gdzie studiowała i nieoficjalnie związała się z Francuską Partią Komunistyczną. Brała udział w nielegalnym wysyłaniu broni jednostkom republikańskim w hiszpańskiej wojnie domowej razem z innymi imigrantami z Rumunii. Wyszła za mąż za jednego z nich, Alexandre'a Jara, z którym miała urodzoną w 1939 r. córkę Dolores. 

## Ruch oporu
Po zajęciu Francji przez Niemcy hitlerowskie Bancic powierzyła swoją córeczkę francuskiej rodzinie i zaangażowała się całkowicie w organizację MOI (oddziałów ruchu oporu złożonych z emigrantów). Nie brała bezpośredniego udziału w akcjach wojskowych, ale była odpowiedzialna za nielegalną produkcję i transport bomb i materiałów wybuchowych. W ten sposób przyczyniła się do przeprowadzenia przynajmniej 100 aktów sabotażu i dywersji. 
Została zatrzymana 16 listopada 1943 r. razem z 67 innymi aktywistami MOI i skazana na śmierć przez sąd wojskowy razem z 22 innymi czołowymi działaczami grupy Manukiana. Została następnie przewieziona do więzienia w Stuttgarcie, gdzie mimo tortur nie wyrzekła się swoich przekonań i została ponownie skazana na śmierć i 10 maja stracona przez ścięcie toporem. 
Bancic stała się symbolem kobiet walczących w ruchu oporu; jej pamięci poświęcona jest tablica pamiątkowa na cmentarzu w Ivry-sur-Seine, gdzie zostali pochowani jej towarzysze broni. 
Pojawia się w filmie Czerwony afisz (fr. L'Affiche rouge), w którym w jej rolę wciela się Maja Wodecka. Tytuł filmu nawiązuje do czerwonych afiszy, które Niemcy rozwieszali na ulicach miast (w łącznej liczbie piętnastu tysięcy) w ramach kampanii propagandowej przeciwko ruchowi oporu. Zawierały one fotografie Manukiana i jego towarzyszy-imigrantów przedstawionych jako kryminalistów zagranicznych udających bojowników o wolność Francji.